# FK Spartaks Jūrmala
FK Spartaks Jūrmala je lotyšský fotbalový klub z města Jūrmala. Založen byl v roce 2007. V roce 2012 se prvně probil do nejvyšší lotyšské soutěže a v letech 2016 a 2017 ji vyhrál. V roce 2015 si prvně zahrál evropské poháry. Své domácí zápasy hraje na městském stadionu Sloka, který má kapacitu 2500 diváků. Klubovými barvami jsou červená a bílá a ve znaku má klub mořského koníka. Klub se sloučil s místní fotbalovou akademií, takže oficiální název klubu zní Jūrmalas Futbola un Peldēšanas skola/Spartaks. 

## Výsledky v evropských pohárech
| Sezóna  | Soutěž        | Kolo        | Soupeř                | Doma | Venku | Celkové skóre |
| ------- | ------------- | ----------- | --------------------- | ---- | ----- | ------------- |
| 2015–16 | Evropská liga | 1. předkolo | Budućnost Podgorica   | 0–0  | 3–1   | 3–1           |
| 2015–16 | Evropská liga | 2. předkolo | Vojvodina Novi Sad    | 1–1  | 0–3   | 1–4           |
| 2016–17 | Evropská liga | 1. předkolo | Dinamo Minsk          | 0–2  | 1–2   | 1–4           |
| 2017–18 | Liga mistrů   | 2. předkolo | FC Astana             | 0–1  | 1–1   | 1–2           |
| 2018–19 | Liga mistrů   | 1. předkolo | Crvena Zvezda Beograd | 0−0  | 0−2   | 0–2           |
| 2018–19 | Evropská liga | 2. předkolo | La Fiorita            | 6−0  | 3−0   | 9−0           |
| 2018–19 | Evropská liga | 3. předkolo | Sūduva Marijampolė    | 0−1  | 0–0   | 0–1           |